# 유대인
유대인(단수: 히브리어: יְהוּדִי 예후디, 복수: 히브리어: יְהוּדִים 예후딤) 또는 유태인(猶太人)은 히브리 민족에서 기원한 민족적, 종교적, 문화적 집단이다.
유대인에게 있어서 유대 민족성과 종교는 매우 밀접한 관계인데 이는 유대교가 유대 민족의 전통적인 신앙이기 때문이다. 유대교로의 개종자들은 보통 유대인 사회 내에서 태어날 때부터 유대인이었던 이들과 동등한 지위를 갖는다. 주류 유대교에서 개종은 권장되는 것은 아니며 어려운 일로 여겨진다. 주로 유대인과 비유대인과의 결혼이 이에 해당된다.
성서에 따르면 유대 민족은 고대 가나안의 족장이던 아브라함에게서 유래되었다. 이집트에 의해 잔혹한 정복과 학살을 당한 유대인들은 이집트에서 대대로 노예 민족으로 살며 탄압받다가 이집트인들이 끝내 유대인 남자는 아기까지 다 죽이고 여자들만 남겨 멸족시키려 하자 출애굽을 거쳐 가나안에 다시 정착하여 이스라엘 왕국을 세웠다고 한다. 이 유다 지역은 이후 바빌로니아, 페르시아 등의 지배를 받다가 로마 제국의 영토에 들어갔으며, 유대인들은 로마 제국 전역을 비롯한 세계 여러 지역에 진출하였고 다양한 사회적, 문화적 영향을 끼쳤다.
유럽으로 이주한 유대인들은 오랜 기간 동화되지 않은 채 정체성을 지키며 살아왔다. 중세에도 다수가 동화되지 않고 차별을 겪었는데, 이로 인해 천하거나 죄스러운 것으로 여겨지던 금융, 상업, 무역 등에 종사하게 되어 오히려 유대인들이 자본을 축적하는 계기가 된다. 근대에 와서도 차별은 잔존하였고 유럽 정치의 극단화의 끝에 나치 독일이 주도한 홀로코스트 대학살이 일어나 유럽 유대인의 과반수가 죽고 남은 대부분은 미국, 이스라엘 등으로 대거 이주하게 되었다. 현대 국가 이스라엘은 유대 국가로서 수립되었으며, 기본법에서도 스스로를 유대 국가로 규정하므로 귀환법에 의해 이스라엘 시민권을 요구하는 모든 유대인에게 국적 취득을 승인한다. 현재 이스라엘은 유대인이 인구의 대다수를 차지하는 유일한 나라이다.

## 역사
후기 청동기 시대 (1550–1150 BCE)
가나안 사람들은 중기 청동기 시대(기원전 2100-1550년)에 처음으로 고고학적으로 확인되었다. 후기 청동기 시대(기원전 1550-1200년) 동안 가나안 지역 대부분은 이집트 신왕국에 조공을 바치는 속국으로 존재했다. 후기 청동기 시대가 끝나면서 가나안은 혼란에 빠졌고, 이집트의 지배는 완전히 붕괴되었다. 이 시기에 하솔, 벳스안, 므깃도, 에크론, 아쉬돗, 아스글론 등 주요 도시들이 파괴되거나 큰 피해를 입었다.
'이스라엘'이라는 이름은 기원전 1200년경의 고대 이집트 비문인 메르넵타 석비에서 처음 언급된다. 이스라엘인의 조상은 이 지역에 뿌리를 둔 고대 셈어를 사용하는 민족으로 추정된다. 이 지역의 사람들은 성서의 창세기의 족장들이나 출애굽기의 이스라엘 족속처럼 기근을 피하거나 직업을 얻기 위해 이집트로 이주하거나 이집트에서 다시 가나안으로 돌아오기를 반복했었으며, 이는 이집트 내의 셈족 도시 아바리스와 베니 하산 무덤 벽화를 통해서도 확인된다. 현대 고고학 기록에 따르면, 이스라엘인과 그들의 문화는 가나안 민족과 그들의 문화에서 발전된 독특한 단일신 신앙을 통해 분리되었다. 이들은 성서 히브리어로 알려진 고대 히브리어를 사용했다.
기원전 1200년경 무렵, 기후 변화와 사회 변화로 인해 고원 지대에서 유목 생활을 하며 도시인들에게서 곡물을 사먹던 유목민들이 도시들이 쇠락하자 곡물을 자체적으로 생산해야 해서 정착 생활로 바꾸어 정착하게 된 것이 이스라엘의 시작이었을 것으로 추정된다. 유목민이 주류였지만, 가나안의 도시 왕국들에서 이탈한 사회 하층민 계층("하비루 Habiru / 아피루 Apiru"는 사회적 하층민을 가리키는 명칭) 역시 초기 이스라엘의 일부가 되었을 것으로 추정된다.
이스라엘이 메르넵타 비문에 등장한 시기인 기원전 1200년경과 비슷한 시기부터 블레셋 사람들은 남쪽 해안 평야에 정착했다.
철기 시대 I (기원전 1150-950년)
고고학자인 폴라 맥너트(Paula McNutt)는 다음과 같이 말한다: "아마도 철기 시대의 (가나안)의 사람들이 스스로를 '이스라엘인'으로 인식하기 시작한 것 같습니다. "혼인 금지, 가족사 및 계보, 종교 등을 통해 이웃과 차별화 하였을 것입니다".
후기 청동기 시대에는 고지대에 약 25개 정도의 마을이 있었지만 1차 철기 시대 말에는 300개 이상으로 증가했고 정착 인구는 20,000명에서 40,000명으로 두 배가 되었다.  마을은 북쪽에 더 많고 더 컸으며 아마도 유적을 남기지 않은 목가적 유목민과 고원을 공유했을 것이다.  이 마을 사람들의 기원을 추적하려는 고고학자와 역사가들은 그들을 특별히 이스라엘인으로 정의할 수 있는 어떤 특징도 식별 할 수 없음을 발견했다. 이스라엘 사이트를 구별하는 데 사용되었던 네방형(four-room) 집이나 collared-rim 항아리들은 고지대 밖에서도 확인되었기에 이스라엘 사이트를 구별하는 데 사용될 수 없게 되었다.  고지대 마을의 도자기는 저지대 가나안 지역의 도자기보다 훨씬 제한적이지만 유형적으로는 이전의 가나안 도자기에서 발전했다.  이스라엘 핀켈슈타인(Israel Finkelstein)은 초기 고지대 일부를 구별하는 타원형 또는 원형 레이아웃과 언덕 지역에서 눈에 띄는 돼지 뼈의 부재가 인종의 표식으로 간주될 수 있다고 제안했지만 다른 학자들은 이것이 " 고지 생활에 대한 상식적인 "적응이며 반드시 기원을 드러내는 것은 아니라고 반박하였다.  다른 아람 유적지도 초기 가나안 및 후기 블레셋 발굴과 달리 그 당시 돼지 유해가 동시대에 없었다는 것을 보여다.
The Bible Unearthed (2001) 에서 Finkelstein과 Silberman은 최근 연구를 요약했다. 그들은 1967년까지 팔레스타인 서부 고원지대에 있는 이스라엘의 심장부가 사실상 고고학적 미지의 땅 이었다고 설명했다 . 그 이후로 유다 지파, 베냐민 지파, 에브라임 지파, 므낫세 지파의 전통적인 영토를 집중적으로 조사했다. 이러한 조사는 철기 시대 초기에 이스라엘 땅에 존재했던 블레셋과 가나안 사회와 대조되는 새로운 문화의 갑작스러운 출현을 드러냈다. 이 새로운 문화는 돼지고기가 부족하고(어디서나 블레셋 식단의 20%를 돼지고기가 차지함), 고도로 장식된 도자기를 사용하는 블레셋/가나안 관습을 포기하고 할례를 시행하는 것이 특징이다. 이스라엘 민족의 정체성은 출애굽과 그에 따른 정복 이 아니라 기존 가나안-블레셋 문화의 변형에서 비롯되었다.
이러한 조사는 초기 이스라엘 연구에 혁명을 일으켰다. 모두 몇 세대에 걸쳐 형성된 것으로 보이는 빽빽한 고원 촌락 네트워크의 유적 발견은 기원전 1200년경 가나안 중앙 산악 지대에서 극적인 사회적 변화가 일어났음을 시사했다. 폭력적인 침략의 흔적이나 명확하게 정의된 민족 집단의 침투조차 없었다. 대신 라이프 스타일의 혁명인 것 같았다. 남쪽 유다 산에서 북쪽 사마리아 산에 이르기까지 인구가 희박했던 고지대에 와해되고 와해되고 있던 가나안 성읍들에서 멀리 떨어진 곳에서 갑자기 약 250개의 산꼭대기 공동체가 생겨났다. 여기에 최초의 이스라엘인이 있었다. These surveys revolutionized the study of early Israel. The discovery of the remains of a dense network of highland villages – all apparently established within the span of few generations – indicated that a dramatic social transformation had taken place in the central hill country of Canaan around 1200 BCE. There was no sign of violent invasion or even the infiltration of a clearly defined ethnic group. Instead, it seemed to be a revolution in lifestyle. In the formerly sparsely populated highlands from the Judean hills in the south to the hills of Samaria in the north, far from the Canaanite cities that were in the process of collapse and disintegration, about two-hundred fifty hilltop communities suddenly sprang up. Here were the first Israelites.
따라서 현대 학자들은 이스라엘이 가나안 고지에 있던 기존 백성들로부터 평화롭게 내부적으로 발생했다고 본다.
광범위한 고고학적 발굴은 초기 철기 시대 동안 이스라엘 사회의 모습을 제공했다. 고고학적 증거는 마을과 같은 사회를 나타내지만 자원이 더 제한적이고 인구가 적습니다. 이 기간 동안 이스라엘인들은 주로 작은 마을에 살았는데, 그 중 가장 큰 마을은 인구가 300~400명 정도였다. 그들의 마을은 언덕 꼭대기에 지어졌다. 그들의 집은 공동 뜰 주위에 무리지어 지어졌다. 그들은 돌 기초와 때로는 나무로 만든 2층이 있는 흙벽돌로 방이 서너 개 있는 집을 지었습니다. 주민들은 농사와 목축업을 하며 살았다. 그들은 산비탈에 테라스를 만들어 농사를 짓고 다양한 작물을 심고 과수원을 유지했다. 마을은 대체로 경제적으로 자급자족했고 경제적 교류가 만연했다. 성경에 따르면, 이스라엘 왕정이 일어나기 전에 초기 이스라엘 사람들은 성경에 나오는 재판관들 에 의해 인도되었다. 학자들은 이 기록의 역사성에 대해 의견이 분분하다. 그러나 지역 추장과 정치가 보안을 제공했을 가능성이 있다. 작은 마을은 성벽이 없었지만 그 지역의 주요 도시의 주체였을 가능성이 높습다. 기록 및 문자의 사용은 작은 사이트/지역에도 보급되었고 기록이 가능해졌다.
이스라엘과 유다 왕국의 초기 존재와 그 범위와 권세에 대해서는 논쟁이 있다. 이스라엘 연합 왕국이 있었는지 확실하지 않다. 통일 이스라엘 왕국에 대해 현대 고고학에서 상당한 지분을 차지했던 이론은 이스라엘 핀켈슈타인이 제시한 '저연대Low Chronology' 이론이다.:59–61 이 이론에서 제시하는 층서학적 모델에 따르면, 그동안 통일 이스라엘 왕국의 것으로 인식되던 유물이나 유적들(므깃도, 게셀, 하솔의 마병장)은 기원전 10세기가 아닌 기원전 9세기로 비정되는 것이 타당하다. 그리고 다윗 왕은 기원전 10세기~9세기로 비정하는데, 강한 왕권을 가졌다기 보단 유다의 소규모 부족의 족장 수준의 인물로 북이스라엘 왕국과는 무관하다고 본다. 그는 기원전 10세기에 기브온-기브아 고원을 기반으로 급작스럽게 정치 세력이 형성되고 성서의 시삭인 쇼솅크 1세에 의해 파괴된 후 작은 도시 국가들로 분열되어 회귀하였으며, 이후 기원전 950년에서 900년 사이에 또 다른 정치 세력이 북부 고지대에서 나타나 결국 이스라엘 왕국의 전신으로 간주될 수 있는 디르사를 수도로 삼았다고 주장하기도 하였다. 그러나, 그의 저연대 이론과 달리 그의 기브아-기브온이나 디르사 정치 세력 등에 대한 이스라엘 왕국의 초기 발전사에 대한 해석은 학계의 비판을 받았는데, 또 다른 학자인 윌리엄 데버는 그의 해석에 대해 "수많은 오류, 잘못된 표현, 지나친 단순화, 모순"으로 가득 차 있다 말하며 가혹하게 비판했고, 아론 버키는 성경 및 성경 외적 출처로 증명할 수 없는 여러 가지 추측을 담고 있다는 말을 남겼다. 또한, 저연대 이론 역시 모든 고고학자들이 동의하는 주장은 아니다. 아미하이 마자르 교수가 그 대표적인 예신데, 예루살렘과 기원전 11-10세기의 유적인 키르벳 케이야파에 대한 발굴조사가 진행됨에 따라 오늘날 일부 고고학자들은 기원전 11-10세기의 통일 이스라엘 왕국의 존재를 인정한다.
어느 한쪽이 절대적이라고 보기 어렵기에 일반적으로 현대의 역사학자들과 고고학자들은 북쪽 이스라엘 왕국이 ca. 기원전 900년에는, 그리고 유다 왕국은 ca. 기원전 850년에는 존재했을 것으로 본다. 
철기 시대 II (기원전 950–587년)

이스라엘 왕국은 두 왕국 중 더 번영했고 곧 지역 강국으로 발전했다. 오므리 왕조 시대 이스라엘은 사마리아 , 갈릴리, 요단 계곡 상류, 샤론 및 트랜스요르단의 대부분을 통제했다.  사마리아는 레반트에서 가장 큰 철기 시대 구조물 중 하나의 본거지였다. 
고전 시대

이스라엘 왕국과 유다 왕국

북이스라엘은 기원전 8세기에 아시리아의 살마네세르 5세에 의해 멸망하였고 기원전 586년에는 신바빌로니아의 왕이었던 네부카드네자르 2세가 예루살렘을 포위하고 제1차 성전을 파괴하였으며 남유다의 지배층을 추방하였다. 당시 유다는 신바빌로니아의 일부가 되었으며 유다에 남은 유대인들은 나라를 잃게 되었다. 바빌론 유수는 기원전 539년에 페르시아가 바빌론을 정복하고 추방된 유대인들이 유다로 돌아와 성전을 다시 지을 수 있도록 함으로써 끝났다. 제2차 성전은 기원전 515년에 건설이 끝났다. 페르시아령 유다는 페르시아 제국이 알렉산드로스 대제에게 멸망하는 기원전 333년까지 제국에서 평화로운 지역에 속했다. 유대인들은 이후 다시 기원전 140년에서 36년까지 하스모니안 왕조 아래에서 정치적으로 독립을 유지한다.
그 후 유대인들의 땅은 페르시아 제국이 알렉산드로스에게 정복당한 후, 시리아 지역에서 알렉산드로스 제국을 승계 셀레우코스(Seleucid) 왕조의 지배하에 들어갔다. 셀레우코스 왕조의 안티오코스 4세 에피파네스가 예루살렘의 성전을 제우스 신전으로 바꾸려 하자 유대교 정통파들은 마카비 가문(Maccabees)의 지도로 반란을 일으켜 독립된 유대인 왕국을 세웠는데 당시 에피파네스 왕조의 반유다주의 및 마카비 가문의 반란은 구약성서의 외경 중 '마카비 상, 하'에 나와 있다. 마카비 가문의 반란으로 세워진 왕조를 하스모니안 왕조(Hasmonaean Dynasty)라 하는데 기원전 165년부터 기원전 63년 약 100년간 독립을 유지했다. 하지만 기원전 63년 로마 제국의 지배하에 들어가 유다이아(Judaea) 주로 편입되었다. 기원후 66년 유대인들은 총독과 세리를 통해 자신들을 탄압하고 수탈하는 로마 제국에 대해 제1차 유다-로마 전쟁을 일으켜 저항하였으나 베스파시아누스와 티투스는 이를 철저히 진압하고 성전을 파괴했다. 그러나 그들 땅에서 유대교를 믿도록 허용했다.
유대인들은 로마 제국 전역에 살았으며 이슬람교가 성장하면서는 일부가 인도와 중국까지 진출하기도 하였다. 오늘날의 유대인 중 일부는 지중해 연안 외의 지역에서 유대교로 개종한 이들의 후손인데 하자르인(Khazars), 이두매아인(Edomites), 에티오피아인, 아랍인 등이 유대교로 개종하는 일이 많았다.

### 중세 유럽
유대인들은 유럽 곳곳에 퍼져 살게 되었으나 이들에게 허용된 직종은 한정되어 있었다. 중세에 기독교인들은 높은 이자와 관련된 금융활동을 죄악시하여 엄금하였기 때문에 대신 유대인들이 고리대금업을 비롯하여 금융과 무역에 관련된 직업을 도맡게 되었다. 네덜란드에서는 많은 유대인들이 포도밭을 소유했으며 포도주를 만들었다. 이들에 대한 반감인 반유대주의는 역사적 뿌리가 깊어, 유럽에서 최초의 반유대 폭동은 11세기에 발생하였고 1182년 유대인들이 네덜란드에서 추방당하기도 했다.
이에 따라 독일에 주로 거주하던 아슈케나짐 유대인들은 서서히 동유럽으로 이동하였는데, 특히 15세기 경 폴란드에 받아들여지게 된 이후 아슈케나즈 유대인들은 폴란드-리투아니아 연방에서 최대 규모의 디아스포라 집단을 형성하게 되었고 홀로코스트 직전까지도 주로 폴란드-리투아니아 연방 지역이던 폴란드, 리투아니아, 우크라이나 서부 등지에서 유대인의 비율이 가장 높았다.

### 근대
18세기부터 프랑스 등 서유럽을 중심으로 계몽시대로 불리는 여러 자유 사상의 영향으로 유대인의 해방과 사회적 지위 상승이 이루어져 특별세금이나 게토 거주 등의 의무가 해제되기 시작했다. 18세기 후반부터는 아슈케나즈 유대인 인구가 독일로 재이주하는 경우가 많아졌다. 한편 이와 함께 독일 등 중유럽에서는 반유대주의 움직임 역시 증가하면서 중유럽의 아슈케나즈 유대인을 중심으로 '궁극적인 귀환'을 추구하는 시오니즘이 민족주의의 새로운 형태로 떠오르기 시작했다.

### 유대인 대학살
제1차 세계 대전 이후 유럽 많은 국가에서 정치적 극단주의가 발흥하여 파시즘 성향의 정부들이 잇따라 집권하였고, 그 중 대부분이 반유대주의를 내걸면서 유대인들은 명시적인 탄압의 대상이 되었다. 특히 제2차 세계 대전 당시 나치 독일 주도로 이루어진 홀로코스트 정책으로 인해 유럽 유대인 인구는 큰 변화를 겪었다. 당시 전 유럽에 존재했던 약 9백만 유대인들 중 약 6백만 명이 학살당한 것으로 추정되는데, 전체 인구와 학살당한 인구 모두 절대다수는 아슈케나즈 유대인으로 이루어져 있었다. 폴란드에 존재했던 330만 유대인 중 3백만 명(91%)의 폴란드 출신 유대인과 110만 명 중 90만명의 우크라이나계 유대인 (82%)들이 희생당했다. 슬라브 민족, 독일, 네덜란드, 헝가리와 발칸반도 출신 유대인들은 50~90%가 학살당했다. 아슈케나즈 유대인이 아닌 유대인들이 대규모로 희생된 나라는 그리스밖에 없었다. 생존한 유대인은 거의 대부분 유럽 밖의 미국, 이스라엘 등지로 이주하였고 오늘날까지도 다수의 유대인들이 이들 국가에 살고 있다.

## 오늘날의 유대인
제2차 세계 대전 이전에는 유럽의 유대인 인구가 약 9백만 명 정도였으나 히틀러가 집권하는 나치 독일의 홀로코스트로 약 3백만 명 정도로 줄어들었다. 오늘날 전 세계 134개국에 약 2000만 명 정도가 살고 있다. 미국에 약 630만 명, 이스라엘에 약 730만 명 정도가 살고 있다. 그밖에 캐나다, 헝가리, 우크라이나, 프랑스, 아르헨티나, 러시아, 독일 등에도 많은 수의 유대인들이 살고 있다. 소련의 경우 홀로코스트의 탄압을 피해서 자국으로 들어온 유대인들을 만주까지 도피시키고자 하는 계획을 세우기도 했는데 이에 따라 그 일대에 유대인 자치주가 형성되었다. 유럽의 유대인 인구는 240만 명, 라틴 아메리카는 약 50만 명 이상으로 추정된다.
1948년 5월 14일 건국된 이스라엘은 유대인이면 누구나 시민권을 발급할 수 있게 허용하는데, 이는 '귀환법' 또는 '귀향법'이라고 한다. 이 법률상 조부모 중 유대인이 있거나 유대교로 개종한 이들 모두 유대인으로 간주되며, 또 유대인 이민자들과 가족관계인 비(非)유대인들에게도 이스라엘 이민을 허용한다. 이스라엘의 귀환법이 유대교에서 전통적으로 따르는 유대인의 정의보다 일부러 더 광범위하게 정의한 이유는 유대인의 친척들도 외부에서는 유대인으로 여겨 반유대주의의 피해를 입는 경우가 많았기 때문이다.
오늘날 유대인이 다수민족인 국가는 이스라엘뿐이다. 유럽에서 유대인이 가장 많은 곳은 프랑스이고, 그 다음이 영국이다. 그 외, 독일, 헝가리, 네덜란드 등이 있다. 유럽에서 유대인 인구가 가장 빨리 증가하고 있는 국가는 독일과 동유럽으로 현재 많은 유대인이 재이주해 온다.

## 유대인의 분파
흔히 사용하는 아슈케나짐(Ashkenazim)와 스파라딤(Sephardim)의 구분은 종교적 차이와 민족적 차이를 다 포함한다. 어떤 학자들은 아슈케나짐 유대인들은 팔레스틴이나 유대교 전통을 따른 이들의 후손이며 스파라딤 유대인들은 바빌로니아식 유대교 전통을 따른 이들의 후손이라 주장한다.
역사적으로 유다 민족의 4대 분파는 다음과 같다.
- 아슈케나짐 - 독일과 네덜란드에서 살다가 동유럽으로 이주하였다. 일부는 네덜란드와 독일에 살고 있지만 인근의 폴란드, 체코, 슬로바키아, 헝가리, 라트비아, 러시아, 리투아니아, 우크라이나, 벨라루스, 몰도바, 루마니아, 불가리아, 크로아티아, 보스니아 헤르체고비나, 슬로베니아, 아르헨티나에도 살고 있다. 호세 페케르만 축구 감독이 아슈케나짐 출신 아르헨티나인이다.
- 스파라딤 - 스페인과 포르투갈에 살았으나, 16세기에 이베리아 반도에서 추방된다. 스페인과 포르투갈 쪽에 소수만 남게 되고, 상당수는 프랑스, 터키, 북아프리카 등지로 이주했다.
- 미즈라힘 - 중동과 북아프리카 지역에서 살다가 중앙아시아, 남아시아 등지에도 퍼졌다. 이들은 스파라딤 유대인들과 종교 의례가 거의 같아 보통 스파라딤이라 부르기도 한다.
- 베타 이스라엘 - 에티오피아에 살던 흑인 유대인으로 '팔라샤(Falasha)'라고도 불린다.

이 외에도 다음과 같은 소수 분파가 있다.
- 예멘 유대인 (Yemenite Jews) - '테이마님(Teimanim)'이라고도 한다. 동방 유대인이었는데 지리적·사회적으로 다른 유대인 사회로부터 고립되어 특이한 예배식과 의례가 발전하였다.
- 베네 이스라엘 - 인도의 뭄바이(봄베이)에 살았다.
- 코친 유대인 - 이들도 인도에 살았다.
- 로마니오트 (Romaniotes) - 헬레니즘 시대부터 현재까지 발칸반도에서 살고 있는 그리스어를 사용하는 유대인들이다. 전 세계에 6천 명 정도 있다.

아슈케나짐은 전통적으로 이디시어를, 스파라딤은 라디노어(유다 포르투갈어)를 사용했다. 동방 유대인은 거의 대부분 아랍어를 사용했으나 아람어, 페르시아어(파르시어)를 사용하는 이들도 있었다.
스페인의 종교재판(Spanish Inquisition) 이후 스파라딤 유대인들은 흩어져 유럽에 이주, 아슈케나짐과 동화되거나 중동으로 이주, 동방 유대인들과 동화되었다.
스파라딤과 아슈케나짐 사이엔 갈등이 많은데, 세력으로나 영향면에서 아슈케나짐이 압도적이다. 오늘날 유대인의 80% 정도가 아슈케나짐이고 나머지는 대부분 범 스파라딤계이다.
기타 유대인 하위 집단에는 '그루짐(Gruzim)' 즉 카프카스 조지아 지방의 유대인, '유후림(Juhurim)' 즉 코카서스 동부 다게스탄의 산악 유대인, '마크레빔(Maghrebim)' 즉 북아프리카 유대인, '아바유다야(Abayudaya)' 즉 우간다 유대인 등이 있다. 그밖에도 러시아의 러시아 유대인, 카자흐스탄, 아제르바이잔, 우즈베키스탄, 타지키스탄, 키르기스스탄의 중앙아시아 유대인, 싱가포르, 필리핀, 중국, 일본의 아시아 유대인도 있다.
한편 헝가리계 유대인 역사학자 아서 쾨슬러와 일본 학자 우노 마사미 등은 아슈케나짐이 인종적으로 셈족이 아닌 백인계 투르크족 하자르인의 후손이라고 주장했다. 이스라엘 텔아비브 대학교에서 중세사 교수를 지낸 폴리악도 1944년에 <하자르 왕국과 유대교 개종>이란 연구논문을 발표하여 이런 주장에 동조했다. 이들이 하자르 멸망 후 동유럽·중앙유럽으로 흩어져 아슈케나짐이 되었다는 것이다. 보통 셈족 유대인들에게는 금발이나 푸른 눈이 없으나 아슈케나짐 중에는 백인과 유사한 외모를 지닌 이들이 많은 이유라 한다. 2005년 유럽 유전체 학술지에 따르면 최근 인류학과 유전학 연구의 성과로 아슈케나짐과 스파라딤을 비롯한 기타 유대인의 인종학적 차이가 극히 미미하다는 것이 밝혀져 아서 쾨슬러 등이 주장한 아슈케나짐의 하자르 설은 비판을 받고 있다.

### 중국의 유대인
중국 송나라 시대에 유대인들이 서역을 경유하여 중국에 들어와 살았다고 한다. 그들이 사용한 성씨로는 이(李), 장(张), 엄(俺), 김(金)씨 등이 있다고 한다. 이들의 일부가 고려로 들어오기도 했다. 북송의 카이펑(开封)에 거주하여 카이펑 유대인(開封猶太人) 또는 이츠러예(一赐乐业, 일사락업)인으로 불렸다. '이츠러예'는 북송 황제가 하사한 이름으로 이스라엘의 음역이다. 중국에 진출한 이슬람교의 무슬림처럼 유대인도 돼지고기를 먹지 않는 종교신앙으로 인해，북송시대의 중국인들은 이 두 집단 모두를 고교(古教), 남모회회(藍帽回回) 등으로 불렀으며, 유대인을 죽흘(竹忽), 주오(主吾), 주호득(朱乎得), 축호(祝虎), 주혁(珠赫) 등으로 불렀다. 북송 카이펑의 이츠러예인들은 한족과 같이 과거시험을 칠 수 있었는데, 명나라가 건국되자 명 태조 주원장(朱元璋)은 색목인(色目人), 회회인(回回人)은 본족 내 통혼을 불허함을 명문으로 규정하였다.

## 같이 보기
- 히브리 민족
- 이스라엘 민족
- 사마리아인
- 유대교